# 杨正林
杨正林（1966年6月—），男，汉族，中国临床检验诊断学专家，四川省人民医院院长、教授，中国科学院院士。